# Богун Дмитро Георгійович
Дмитро Георгійович Богу́н (14 серпня 1978, Київ) — український топ-менеджер в галузі інформаційних технологій. Генеральний директор компанії SI BIS,

## Освіта
- 2001 — закінчив НТУУ «Київський політехнічний інститут», факультет електроніки.
- 2007–2008 — закінчив програми управлінського розвитку при Києво-Могилянській Бізнес-Школі (м. Київ, Україна) за напрямками «Розвиток управлінського таланту» і «Стратегічний менеджмент».

## Трудова діяльність
- 1999 — будучи студентом почав трудову діяльність на позиції представника з маркетингу в компанії «Систем Інтегрейшн».
- 2002 — став головним спеціалістом відділу продажів, а через кілька місяців —начальником відділу корпоративних продажів компанії.
- У 2003 перейшов працювати в компанію SI BIS.
- Із 1 квітня 2010 — директор департаменту продажів. Суміщав цю посаду з посадою директора департаменту розвитку бізнесу.
- Із квітня 2011 — генеральний директор SI BIS[1].

## Досягнення
Під керівництвом Дмитра Богуна компанія SI BIS в період з 2010 по 2011 займає друге місце серед найефективніших компаній ІТ-галузі згідно з рейтингом «ТОП 100. 200 найефективніших компаній», а також шосте місце в рейтингу «ТОП 100. Найбільші компанії України» в номінації «Системна інтеграція. ІТ-консалтинг».

## Відзнаки
- 2011 — 8-е місце в рейтингу «ТОП-100. Найкращі топ-менеджери України»[2].

## Різне
Одружений, має сина і 2 дочки. Захоплення: футбол, подорожі, швидкість.